# Pentapodie
Die Pentapodie (altgriechisch πεντάπους pentapous, deutsch ‚fünffüßig‘) ist in der Verslehre eine aus fünf Versfüßen bestehende metrische Einheit, insbesondere ein solches Versmaß.
Die Bezeichnung ist wenig gebräuchlich, da bei jenen Versfüßen, bei denen das Metron mit dem Versfuß übereinstimmt, die Bezeichnung Pentameter verwendet wird. Bei Versfüßen mit Dipodie, bei denen also das Metron aus zwei Versfüßen besteht (das sind Jambus, Trochäus und Anapäst), kann eine aus fünf Versfüßen bestehende metrische Einheit auch als brachykatalektischer Trimeter bezeichnet werden.
In den Arbeiten von August Rossbach und Rudolf Westphal zur griechischen Metrik wird   durchgängig die Bezeichnung Pentapodie verwendet, wenn es nicht um den daktylischen Pentameter geht.
In der akzentuierenden Metrik moderner Sprachen wie dem Deutschen entspricht der Pentapodie der Fünfheber.